# Nathan Patterson
Nathan Patterson (* 16. Oktober 2001 in Glasgow) ist ein schottischer Fußballspieler, der beim FC Everton unter Vertrag steht. Im Juni 2021 kam er erstmals in der schottischen A-Nationalmannschaft zum Einsatz.

## Karriere

### Verein
Nathan Patterson wurde in Glasgow geboren. Im Alter von acht Jahren kam er zu den Glasgow Rangers. Nachdem er in den folgenden Jahren die Jugendmannschaften des Vereins durchlaufen hatte, erhielt er im Dezember 2019 einen Vertrag als Profi bei den Rangers. Am 17. Januar 2020 gab er im schottischen Pokal gegen den FC Stranraer im Ibrox Stadium sein Debüt in der ersten Mannschaft. Im August 2020 spielte er erstmals im Europapokal, als er gegen Bayer Leverkusen eingewechselt wurde.
Im Januar 2022 wechselte Patterson nach England zum FC Everton und unterschrieb einen bis 2027 gültigen Vertrag.

### Nationalmannschaft
Nathan Patterson debütierte im Jahr 2017 in der schottischen U17-Nationalmannschaft. Für diese absolvierte er sieben Spiele. Im Jahr 2018 kam er zweimal in der U18 zum Einsatz. Im September 2019 debütierte Patterson in der U19 gegen Japan. In seinem dritten Spiel in dieser Altersklasse gelang ihm gegen Belarus ein Tor. Zur Fußball-Europameisterschaft 2021 wurde er in den schottischen Kader berufen, kam aber mit diesem nicht über die Gruppenphase hinaus.